# Yasushi Kita
Yasushi Kita (喜多 靖 Kita Yasushi?), född 25 april 1978 i Osaka prefektur, är en japansk före detta fotbollsspelare.
Kita började sin karriär 1997 i Júbilo Iwata. Med Júbilo Iwata vann han japanska ligan 1997, 1999 och japanska ligacupen 1998. 2000 flyttade han till JEF United Ichihara. Efter JEF United Ichihara spelade han för Cerezo Osaka, Albirex Niigata, Thespa Kusatsu och Gainare Tottori. Han avslutade karriären 2011.